# Idra (araldica)
In araldica, l'idra è una figura immaginaria descritta come un drago con sette teste, corpo di leone e coda di serpente, senza zampe posteriori. L'ultima testa è recisa ed unita al corpo solo da un tendine o filamento (se questa ultima testa è fissata solidamente come le altre, l'idra è detta minacciosa). La coda può terminare anche con una punta di freccia.
L'idra simboleggia il capitano che non teme la morte.

## Esempi

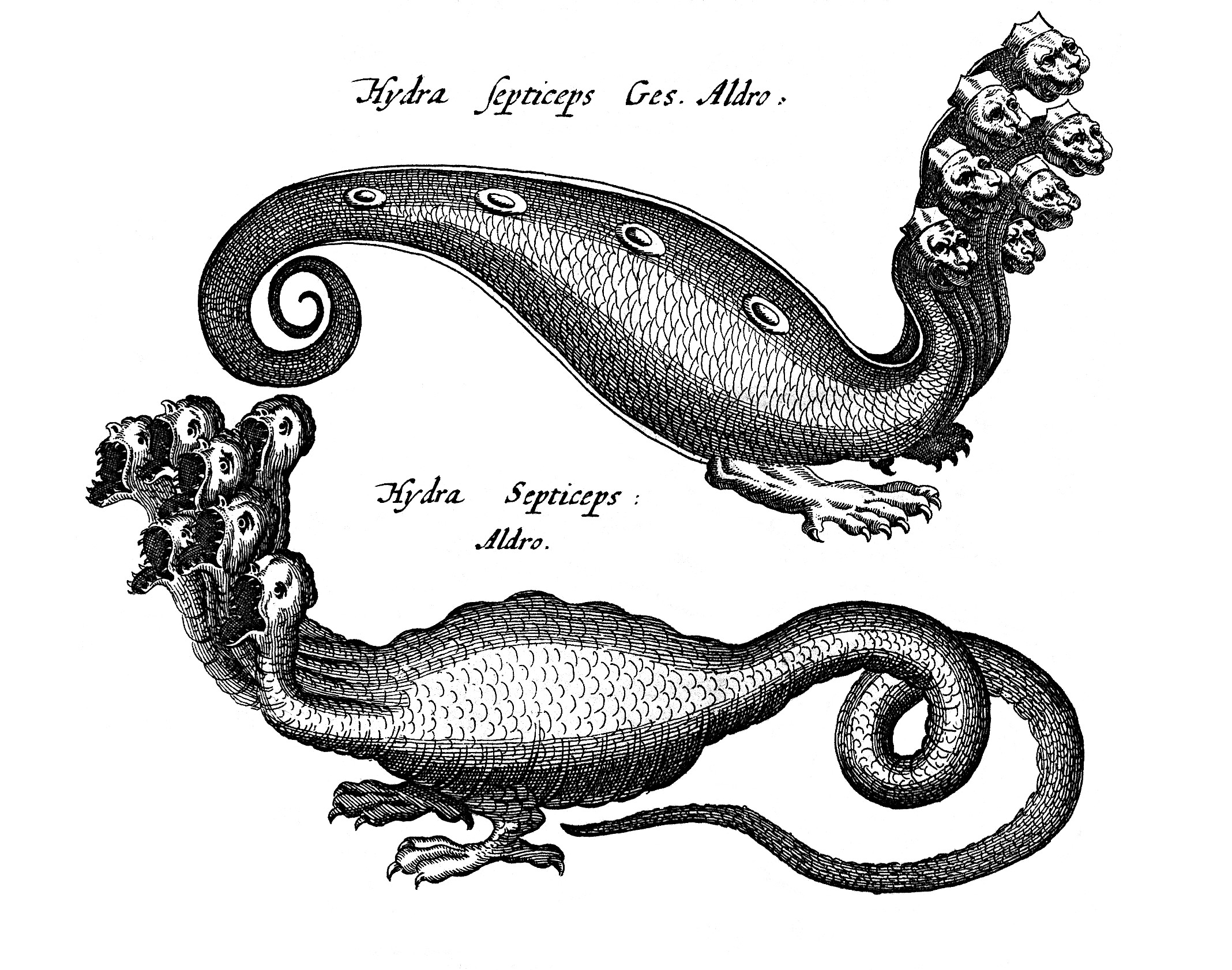
Due idre minacciose
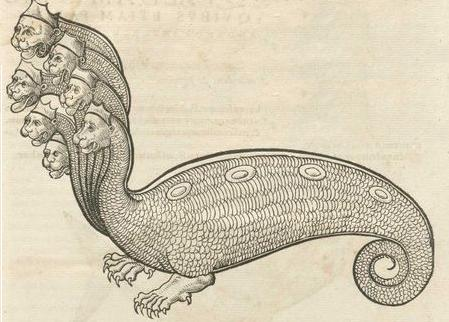
Idra minacciosa
Stemma del comune di Idro
D'oro, a tre pali d'azzurro; al capo di rosso, caricato di tre idre minacciose del campo (Casato di Joyeuse, Francia)